# Ryley, Ward & Bradford
Ryley, Ward & Bradford war ein britischer Hersteller von Automobilen.

## Unternehmensgeschichte
Das Unternehmen aus Coventry begann 1899 mit der Entwicklung und 1901 mit der Produktion von Automobilen. Der Markenname lautete Ryley. 1902 endete die Produktion.

## Fahrzeuge
Das erste Modell erschien im September 1901. Ein Einzylindermotor von Motor Manufacturing Company mit 2,75 PS Leistung trieb über eine Kardanwelle die Hinterachse an. Das Getriebe hatte zwei Gänge. Als Fahrgestell diente ein Rohrrahmen. 1902 ergänzte ein größeres Modell das Sortiment. Es hatte einen Einzylindermotor von Aster mit 5 PS Leistung. Das Getriebe verfügte über drei Gänge.